# VolAir
VolAir là hãng hàng không của Cộng hòa Dominican, trụ sở ở Santo Domingo. Hãng có căn cứ chính ở Sân bay quốc tế La Isabela, (Santo Domingo).

## Lịch sử
Volair được thành lập và bắt đầu hoạt động từ năm 2003. Hãng có các tuyến đường quốc nội và 1 tuyến tới Haiti. VolAir có đội máy bay hiện đại nhất vùng Caribbe và ngày nay là hãng hàng không an toàn nhất Cộng hòa Dominican.

## Đội máy bay
- 1 CHIEFTAIN
- 2 ISLANDERS Britten-Norman BN2A Islander Hình: VolAir at STI Lưu trữ ngày 28 tháng 7 năm 2011 tại Wayback Machine
- 1 JET STREAM BAe Jetstream 32
- 1 CESSNA Cessna 206
- 1 Cessna Cessna 402

## Các nơi đến
- Cộng hòa Dominican

- Sân bay quốc tế Las Americas
- Sân bay quốc tế La Isabela
- Sân bay quốc tế Cibao
- Sân bay quốc tế Punta Cana
- Sân bay quốc tế Gregorio Luperon
- Sân bay quốc tế La Romana
- Sân bay quốc tế Maria Montez
- Sân bay quốc tế Arroyo Barril
- Sân bay Cabo Rojo
- Sân bay Osvaldo Virgil
- Sân bay Dajabon

- Haiti

- Sân bay quốc tế Cap-Haitien

## Các tuyến đường
Xem VolAir Lưu trữ ngày 8 tháng 8 năm 2008 tại Wayback Machine